# Бафтинг
Бафтинг (на английски: buffeting, от buffet – удрям, бия) е вибрации на летателен апарат или част от него, предизвикана от завихряния зад разположени по-напред конструктивни елементи. Той се получава поради нарушаване ламинарността на въздушния поток. Това става при големи ъгли на атака или турбуленции зад елементи с лоша обтекаемост. Недостатъци в профила на крилото също могат да водят до периодично откъсване на турбулентни вълни, които да предизвикат бафтинг в опашното оперение.
Появата на бафтинг е един от сигналите за достигане на критичен ъгъл на атака, при който около крилата на самолета се образува турбулентен слой, например при излитане и кацане. Съвременните самолети имат сигнализация за срив на потока, която следи за появата на бафтинг и издава предупредителен звуков сигнал.
Бафтингът е един от факторите, ограничаващи тавана на даден летателен апарат.